# När jag blundar (Pernilla Karlsson-låt)
"När jag blundar" är en musiksingel från den finlandssvenska artisten Pernilla Karlsson som är skriven av hennes bror Jonas Karlsson. Låten var skriven till deras mor och sången uttrycker uppskattning för moderlig kärlek och förståelse. Låten var Finlands bidrag i Eurovision Song Contest 2012 i Baku, efter att ha vunnit den nationella uttagningen, sedan 2012 kallad Uuden Musiikin Kilpailu, UMK. Det blev den andra gången som Finland framförde en sång i Eurovision på svenska. Första gången var 1990, då Finland tävlade med sången Fri?. Bidraget framfördes i den första semifinalen den 22 maj 2012 där det hade startnummer 9. Det tog sig dock inte vidare till finalen.
Singeln släpptes den 28 februari 2012. Den har inte tagit sig in på den finska singellistan.

## Versioner
1. "När jag blundar" (Singelversion) – 3:13[4]
2. "När jag blundar" (Eurovisionversion) – 2:58[6]
3. "När jag blundar" (Karaokeversion) – 2:59[7]